# Villeneuviella harterti
Villeneuviella harterti är en tvåvingeart som beskrevs av Austen 1914. Villeneuviella harterti ingår i släktet Villeneuviella och familjen Rhiniidae. Inga underarter finns listade i Catalogue of Life.